# Шамар
Шамар е нанасяне на удар по лицето на друг човек с разтворена длан.
Целта на шамара по-често е да унижи, отколкото да нарани физически отсрещната страна. Шамарите се възприемат различно в различните култури по света. Например в Исландия е напълно забранено шамаросването на деца и се приема като вид насилие, но в много други страни то се приема като форма на възпитание.
Удрянето на шамари е дори спорт и състезание, което води началото си от бодибилдинг културата в Русия. По време на тези състезания, които благодарение на интернет придобиват голяма популярност, двама състезатели се редуват да си удрят шамари до момента, в който отсрещната страна не може да продължи повече.